# 34 Estoński Policyjny Batalion Schutzmannschaft
34 Estoński Policyjny Batalion Schutzmannschaft (niem. Estnische Polizei Front Batallion 34, est. 34. Eesti Politsei Rindepataljoniks) – pomocniczy oddział policyjny złożony z Estończyków podczas II wojny światowej.

## Historia
Batalion został sformowany pod koniec 1942 r. w okręgach Valga i Võru jako Schutzmannschaft Front Bataillon 34. Powstał na bazie czterech estońskich kompanii Organizacji Todta. Na jego czele stanął mjr Rudolf Martinson. Liczył ok. 500 ludzi. Działał w rejonie Pskowa. W grudniu 1943 r. przemianowano go na Estnische Polizei Front Batallion 34. Ostatnim dowódcą batalionu był prawdopodobnie por. Henrik Sillapere. Na pocz. 1944 r. oddział nadal operował w okolicach Pskowa. Dalsze jego losy są nieznane.